# Línea L-2 (Autobuses Ifach)

## Características
La línea 2 urbana de Calpe, une puntos importantes de Calpe, como son, el centro, la estación, el Peñón de Ifach, el puerto, o las playas. Es operada por Autobuses Ifach. Llega hasta la urbanización la Vallesa y sólo hay 14 servicios entre los dos sentidos.

## Recorrido y Paradas

### Ida
El recorrido empieza en la carretera a la estación, continúa por la Avda Masnou, plaza Mayor, Avda Valencia, calle Benidorm, calle Gabriel Miró, plaza Colón, calle de la Niña, Avda Ejércitos Españoles, Avda Isla de Formentera, calle Gibraltar, Avda Rey Juan Carlos I, calle Rosa de los Vientos, calle Jaloc, carretera CV-746, y calle Jaime I el Conquistador. En el recorrido de ida, realiza estas paradas:
| Parada               | Localización                  | Correspondencias |
| -------------------- | ----------------------------- | ---------------- |
| Estación TRAM        | Urb.Estación II               | L-1 L-3 TRAM     |
| Centro de salud      | Avda. Masnou                  | L-1 L-3          |
| Plaza San Salvador   | Avda. Masnou                  | L-1 L-3          |
| Casa Cultura         | Avda. Masnou                  | L-1 L-3          |
| Av. Valencia         | Avda. Valencia                | L-1 L-3          |
| C/Benidorm           | Calle Benidorm                | L-1 L-3          |
| Plaza Colón          | Plaza Colón                   | L-1 L-3          |
| Río - Av.Europa      | Calle La Niña                 | L-1 L-3          |
| Edif.Atlántico       | Avda. Ejércitos Españoles     | L-1 L-3          |
| Entrada Puerto       | Calle del puerto              | L-1 L-3          |
| Edif.Voramar         | calle Gibraltar               | L-1 L-3          |
| Edif.Zafiro          | Avda. Rey Juan Carlos I       | L-1 L-3          |
| Hotel Esmeralda      | Calle Rosa de los Vientos     | L-1 L-3          |
| Santa Marta          | Calle Jaloc                   | L-1 L-3          |
| Maviro               | Carretera CV-746              | L-1 L-3          |
| Iglesia La Merced    | Calle Jaime I el Conquistador |                  |
| Parque de La Vallesa | Urb. la Vallesa               |                  |

### Vuelta
En el recorrido de vuelta, se utilizan las calles Jaime I el Conquistador, Rey Juan Carlos I, calle Gibraltar, calle del Puerto, Ejércitos Españoles, La Niña, plaza de Colón, Gabriel Miró, Ifach, Benissa, Norte, estación de Autobuses, Masnou, y carretera a la estación.
| Parada                | Localización                  | Correspondencias |
| --------------------- | ----------------------------- | ---------------- |
| Parque de La Vallesa  | Urb. La Vallesa               |                  |
| Iglesia La Merced     | Calle Jaime I el Conquistador |                  |
| Maviro                | CV-746                        | L-1 L-3          |
| Edif. Zafiro          | Avda. Rey Juan Carlos I       | L-1 L-3          |
| Edif. Voramar         | Calle Gibraltar               | L-1 L-3          |
| Entrada Puerto        | Calle del Puerto              | L-1 L-3          |
| Edif. Atlántico       | Avda. Ejércitos Españoles     | L-1 L-3          |
| Río-Av. Europa        | Calle de la Niña              | L-1 L-3          |
| Plaza Colón           | Plaza de Colón                | L-1 L-3          |
| Galerías Aitana       | Calle Gabriel Miró            | L-1 L-3          |
| Plz. Constitución     | Plaza de la Constitución      | L-1 L-3          |
| Banco Valencia        | Calle Benissa                 | L-1 L-3          |
| Avenida del Norte     | Avenida del Norte             | L-1 L-3          |
| Estación de autobuses | Estación de autobuses         | L-1 L-3          |
| Centro de salud       | Centro de salud               | L-1 L-3          |
| Estación TRAM         | Urbanización la Estación II   | L-1 L-3 TRAM     |

## Flota
La flota para la línea 2 es un Scania Ugarte Max, accesible para PMR.